# Jeffrey Ford
Jeffrey Ford (n. 8 noiembrie 1955, West Islip⁠(d), Suffolk, New York, SUA) este un editor de film american. A fost nominalizat la premiul ACE Eddie pentru cel mai bun film montat - muzical sau comedie pentru The Family Stone și pentru premiul Golden Satellite pentru cel mai bun montaj de film pentru One Hour Photo.
| Jeffrey Ford | Jeffrey Ford                                           |
| ------------ | ------------------------------------------------------ |
| Născut       | 16 februarie 1968 (54 de ani) Novato, California , SUA |
| Ocupație     | Editor de film                                         |
| ani activi   | 1994-prezent                                           |

Ford a venit cu ideea de a include versul lui Robert Downey Jr. „Și eu... sunt... Iron Man”. la sfârșitul lui Avengers: Endgame.

## Filmografie
| An   | Film                                 | Director             | Coeditor(i)                                |
| ---- | ------------------------------------ | -------------------- | ------------------------------------------ |
| 2000 | Curțile                              | James Gray           |                                            |
| 2002 | Fotografie de o oră                  | Mark Romanek         |                                            |
| 2003 | Sticlă spartă                        | Billy Ray            |                                            |
| 2005 | V-ați ascunselea                     | John Polson          |                                            |
| 2005 | Piatra familiei                      | Thomas Bezucha       |                                            |
| 2007 | Încălcare                            | Billy Ray            |                                            |
| 2008 | Regii Străzii                        | David Ayer           |                                            |
| 2009 | Inamici publici                      | Michael Mann         | Paul Rubell                                |
| 2010 | Bloodworth                           | Shane Dax Taylor     |                                            |
| 2011 | Monte Carlo                          | Tom Bezucha          |                                            |
| 2011 | Căpitanul America: Primul Răzbunător | Joe Johnston         | Robert Dalva                               |
| 2012 | Răzbunătorii                         | Joss Whedon          | Lisa Lassek                                |
| 2013 | Omul de fier 3                       | Shane Black          | Peter S. Elliot                            |
| 2014 | Capitanul America: Soldatul Iernii   | Anthony și Joe Russo | Matthew Schmidt                            |
| 2015 | Avengers: Age of Ultron              | Joss Whedon          | Lisa Lassek                                |
| 2016 | Capitanul America razboiul civil     | Anthony și Joe Russo | Matthew Schmidt                            |
| 2018 | Avengers: Infinity War               | Anthony și Joe Russo | Matthew Schmidt                            |
| 2019 | Avengers: Endgame                    | Anthony și Joe Russo | Matthew Schmidt                            |
| 2020 | Lasa-l sa plece                      | Thomas Bezucha       | Meg Reticker                               |
| 2021 | Șoimul și soldatul de iarnă          | Kari Skogland        | Kelley Dixon, Todd Desrosiers, Rosanne Tan |
| 2021 | Spider-Man: No Way Home              | Jon Watts            | Leigh Folsom Boyd                          |
| 2022 | Vârcolac noaptea                     | Michael Giacchino    |                                            |